# Восьмиугольник

Правильный восьмиугольник

Площадь правильного восьмиугольника может быть получена как усечение квадрата

Восьмиугольник — многоугольник с восемью углами.
Сумма внутренних углов выпуклого восьмиугольника равна 1080°.
{\displaystyle \sum _{i=1}^{8}{\alpha _{i}=}(8-2)\cdot 180^{\circ }=6\cdot 180^{\circ }=1080^{\circ }}
Внутренний угол правильного восьмиугольника равен 135°.
{\displaystyle {\frac {1080^{\circ }}{8}}=135^{\circ }}

## Пространственные восьмиугольники

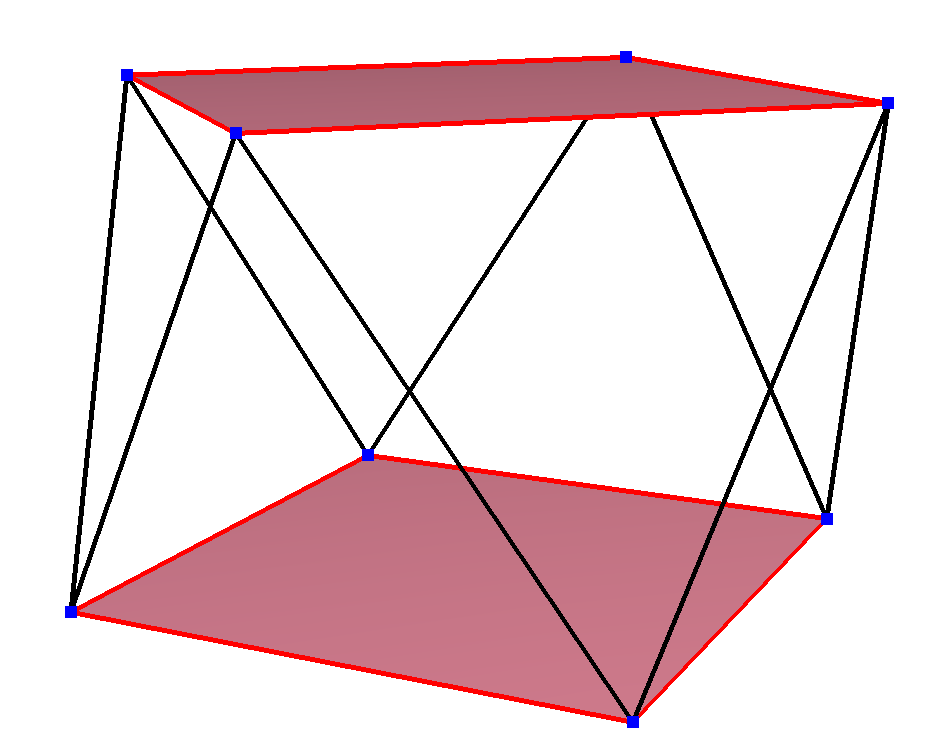
Правильный пространственный восьмиугольник выглядят как рёбра квадратной антипризмы. Этот многоугольник имеет симметрии D_{4d}, [2^{+},8], (2*4), order 16.

Пространственный восьмиугольник — это пространственный многоугольник с 8 вершинами и 8 рёбрами, которые не лежат в одной плоскости. Внутренность такого восьмиугольника, в общем случае, не вполне определена. Пространственный зигзаг-восьмиугольник имеет вершины, поочерёдно лежащие в двух параллельных плоскостях.
Правильный пространственный восьмиугольник — это изогональный восьмиугольник со сторонами равной длины. В трёхмерном пространстве это зигзаг-восьмиугольник, который можно рассматривать как вершины и рёбра квадратной антипризмы с симметрией D4d, [2+,8] порядка 16.

### Многоугольники Петри
Правильный пространственный многоугольник является многоугольником Петри для правильных и однородных многогранников высокой размерности, показанные на ортогональных проекциях плоскостей Коксетера A7, B4 и D5.
| A7         | D5        | B4                 | B4        |
| ---------- | --------- | ------------------ | --------- |
| 7-симплекс | 5-полукуб | Шестнадцатиячейник | Тессеракт |

## Примеры использования

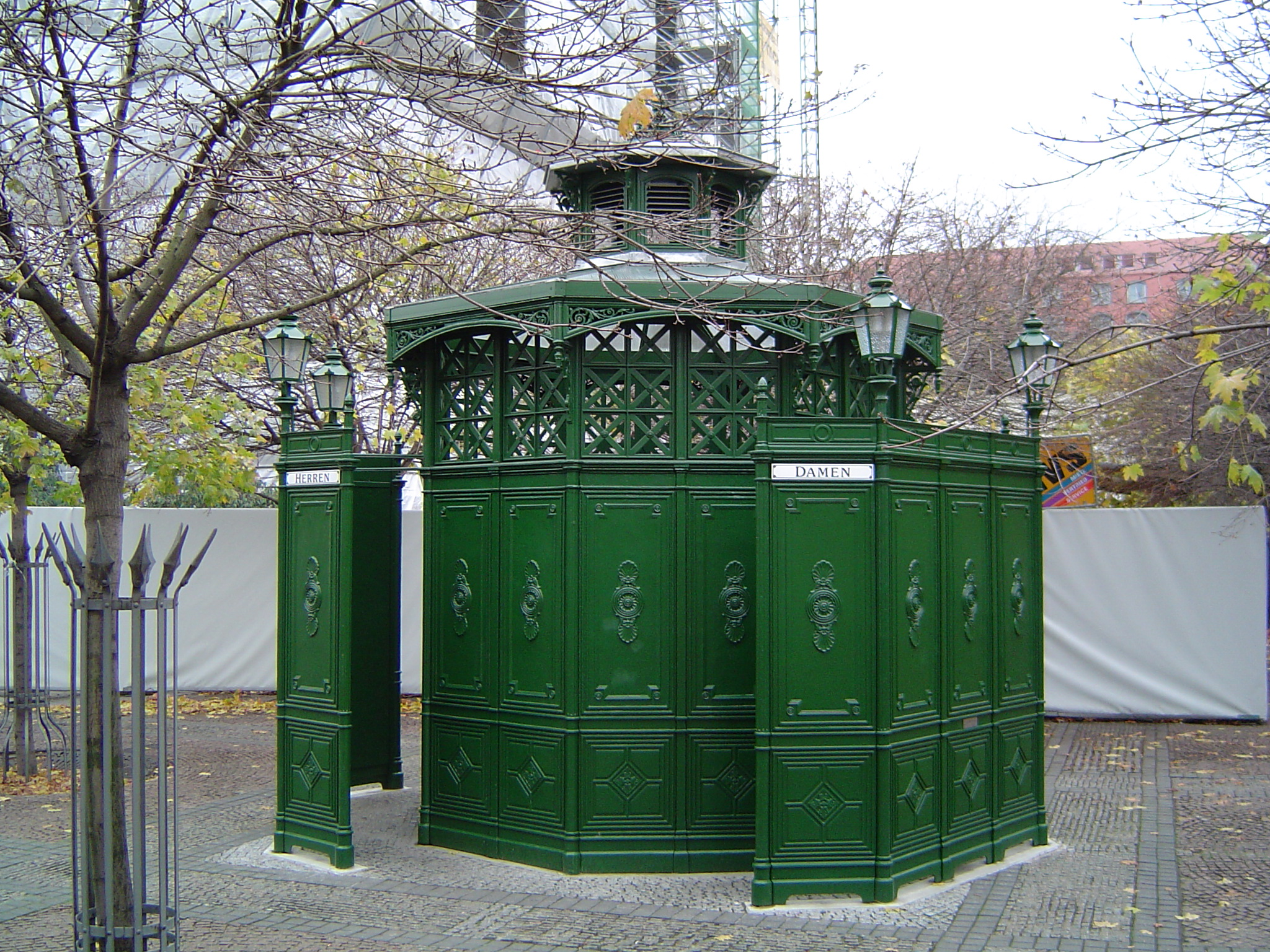
Кафе «Восьмиугольник» в Берлине
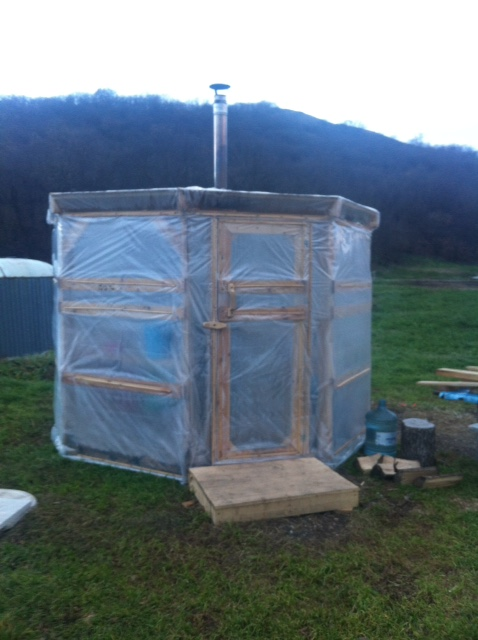
Восьмиугольная баня в станице Лысогорская (Россия)
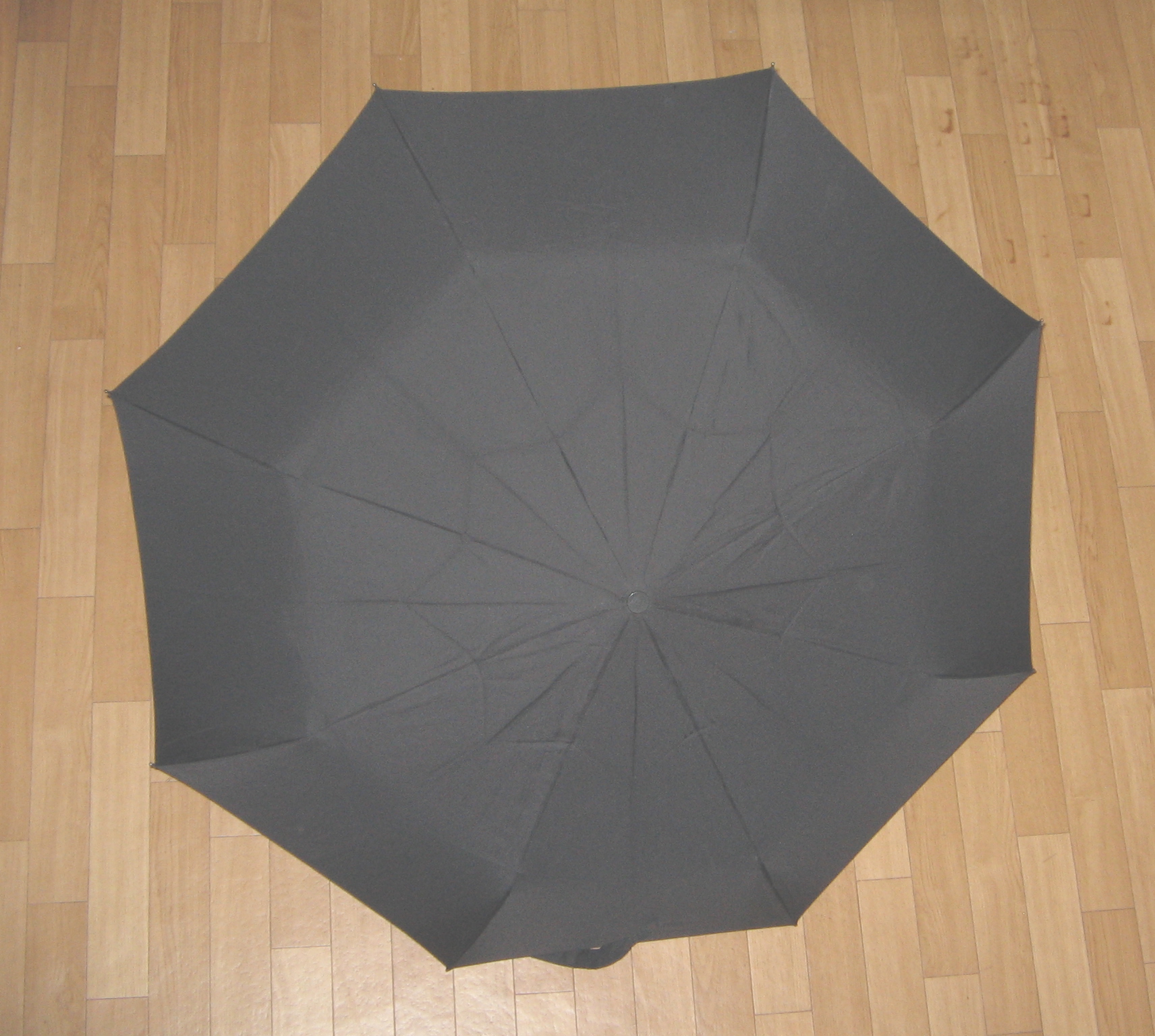
Зонт в форме правильного восьмиугольника
Знак «Движение без остановки запрещено»
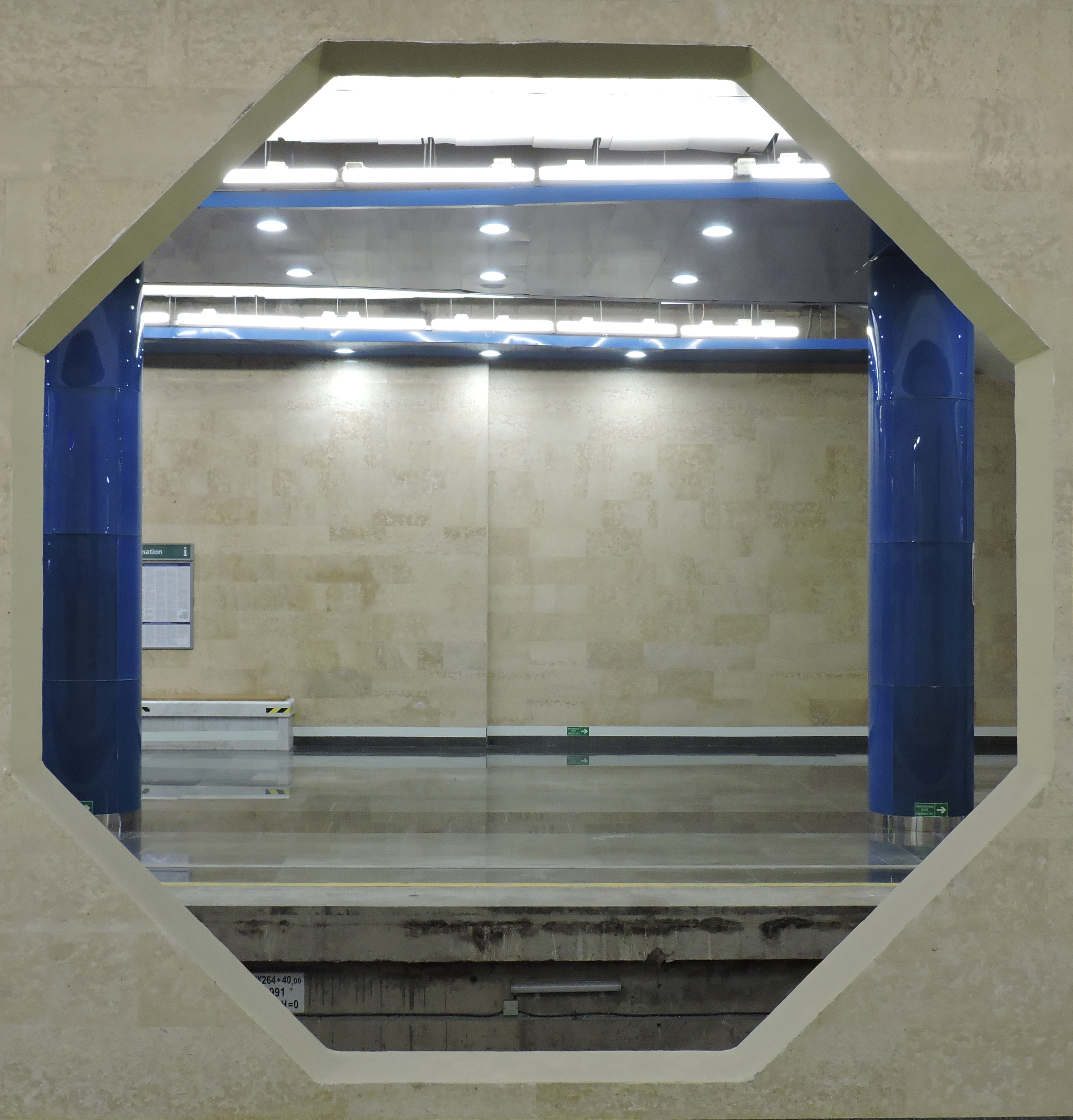
Восьмиугольное окно на станции «Дунайская» Петербургского метрополитена